# Butenhamburger
Butenhamburger war die Bezeichnung für Bürger Hamburgs, die die Stadt während des Zweiten Weltkriegs verließen oder evakuiert wurden.

## Namensherkunft und Bedeutung
Der Begriff Butenhamburger leitet sich ab aus der plattdeutschen Bezeichnung für „draußen“, die „buten“ ist. Er wurde im Zweiten Weltkrieg verwendet für ehemalige Bewohner der Stadt, die sich kriegsbedingt außerhalb („buten“) Hamburgs aufhielten und oftmals nicht zurückkehren konnten oder wollten.

## Geschichte
Während der Luftangriffe auf Hamburg im Juli und August 1943 flohen ca. 1 Million Menschen aus dem Stadtgebiet. Ungefähr 150.000 Kinder aus Hamburg reisten darüber hinaus im Rahmen der Erweiterten Kinderlandverschickung in andere Gebiete des Deutschen Reiches sowie nach Dänemark und Ungarn. Dies entsprach mehr als der Hälfte der damaligen Bevölkerung. Von den geflohenen Personen kehrten noch ungefähr 28 % vor Kriegsende nach Hamburg zurück. Die meisten der Evakuierten hielten sich seit 1945/46 in Schleswig-Holstein oder Niedersachsen auf.
Nach Kriegsende konnten viele der Butenhamburger aufgrund von Wohnungsmangel nicht nach Hamburg zurückkehren. Auch wenn ein Familienteil einen Arbeitsplatz in der Stadt gefunden hatte, wurde dessen Familie noch 1950 nicht regelmäßig in die Stadt hineingelassen.